# Bains-les-Bains

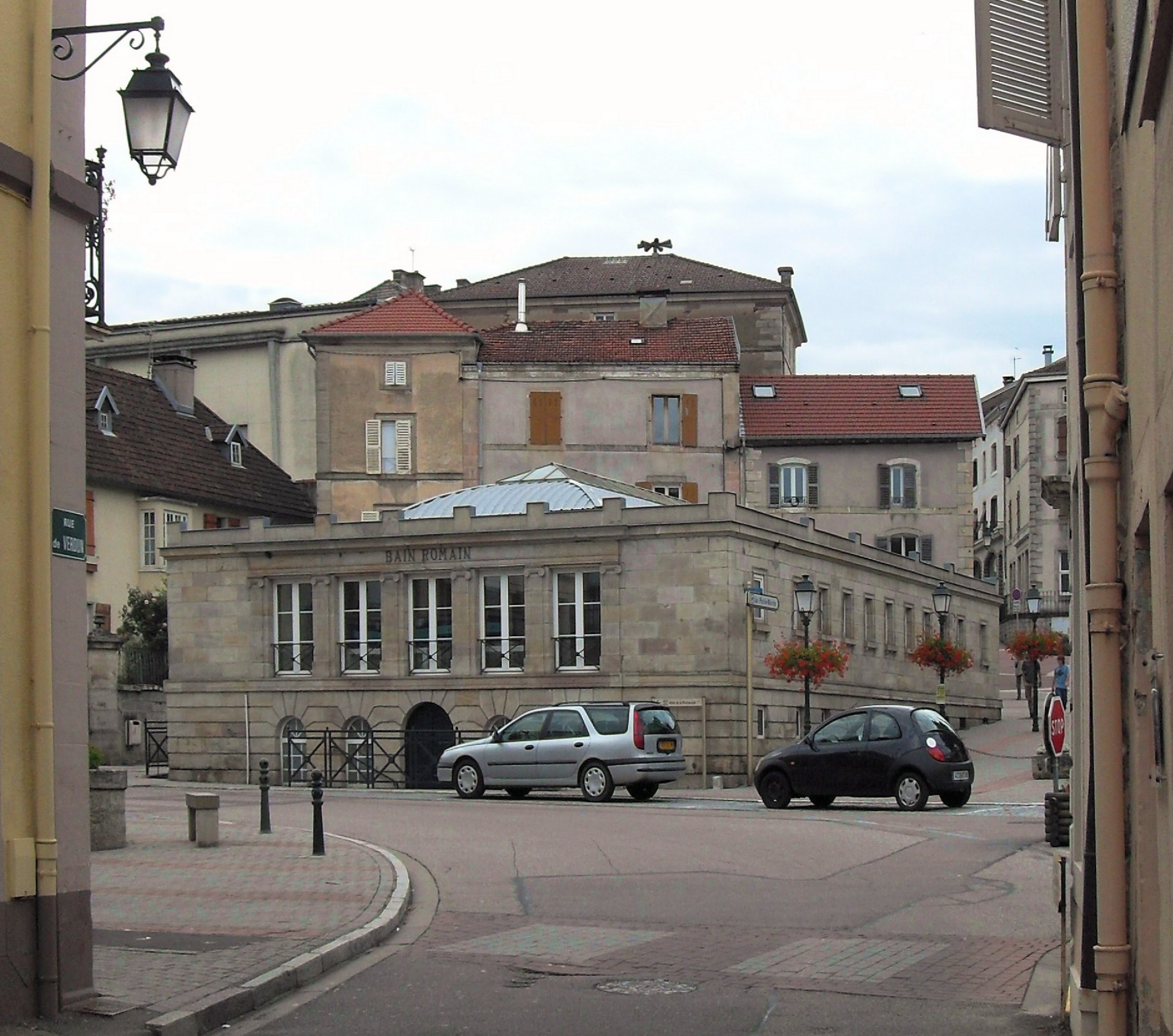
Bain Romain

Bains-les-Bains is een plaats en voormalige gemeente in het Franse departement Vosges in de regio Grand Est. De plaats maakt deel uit van de commune nouvelle La Vôge-les-Bains in het arrondissement Épinal.
De plaats is een kuuroord.

## Geschiedenis
De Romeinen ontdekten de plaats als kuuroord vanwege haar warmwaterbronnen. Waarschijnlijk al in de eerste eeuw bouwden zij hier baden. 
De plaats hing tijdens het ancien régime af van de heren van Fontenoy. In de middeleeuwen werden de baden niet meer geëxploiteerd. Dit veranderde in de eerste helft van de achttiende eeuw. Onder de hertogen van Lotharingen werd Bain, zoals de plaats toen bekend stond, uitgebouwd tot een kuuroord. Er kwamen badinrichtingen en de straten werd geplaveid; Bain bleef wel in de schaduw van het grotere kuuroord Plombières.
De gemeente, vanaf het midden van de negentiende eeuw Bains-en-Vosges genoemd, groeide verder rond haar thermale baden. In 1845 werd het Bain Romain geopend op de plaats van de antieke badinrichting. Onder het Tweede Franse Keizerrijk kreeg Bains-en-Vosges een officiële erkenning als kuuroord en het Hôtel des Bains werd geopend. Tijdens de belle époque opende het Grand Hôtel met 150 kamers. Het water van Bains-les-Bains werd voortaan ook gebotteld onder de merknaam Source Saint-Colomban. En de gemeente kreeg haar nieuwe naam: Bains-les-Bains.
De beide wereldoorlogen zorgden voor een neergang van het thermaal toerisme en de economische crisis van de jaren 1970 gaf de doodsteek. Vanaf 1987 kreeg het kuuroord een doorstart.
Bains-les-Bains was de hoofdplaats van het gelijknamige kanton totdat dat werd samengevoegd met de kantons Plombières-les-Bains en Xertigny tot het huidige kanton Le Val-d'Ajol. Op 1 januari 2017 fuseerden de gemeente met Harsault en Hautmougey tot de commune nouvelle La Vôge-les-Bains, waarvan Bains-les-Bains de hoofdplaats werd.

## Geografie
De oppervlakte van Bains-les-Bains bedraagt 25,3 km², de bevolkingsdichtheid is 55,9 inwoners per km².
Het station Bains-les-Bains ligt in de aangrenzende gemeente Le Clerjus.
De onderstaande kaart toont de ligging van Bains-les-Bains met de belangrijkste infrastructuur en aangrenzende gemeenten.

## Demografie
Onderstaande figuur toont het verloop van het inwonertal (bron: INSEE-tellingen).